# Le Diable en bouteille
Pour la nouvelle, voir Le Diable dans la bouteille.
Pour plus de détails, voir Fiche technique et Distribution.
Le Diable en bouteille est un film franco-allemand réalisé par Heinz Hilpert et Reinhart Steinbicker et sorti en 1935.

## Synopsis
Un marin achète une bouteille magique, qui donne la possibilité de réaliser des vœux. Cependant, si son possesseur ne veut pas être damné, elle doit impérativement être revendue moins cher qu'elle n'a été achetée.

## Fiche technique
- Réalisation : Heinz Hilpert et Reinhart Steinbicker
- Supervision : Raoul Ploquin
- Scénario : Serge Veber, d'après une nouvelle de Robert Louis Stevenson : The Bottle Imp
  - Co-scénaristes : Liselotte Gravenstein, Kurt Heuser, Josef Pelz von Felinau
- Directeur artistique : Otto Hunte et Willy Schiller
- Photographie : Fritz Arno Wagner
- Musique : Theo Mackeben
- Producteur : Raoul Ploquin
- Sociétés de production : L'Alliance Cinématographique Européenne (ACE) et Universum Film (UFA)
- Pays :   France- Reich allemand
- Langue du film : français
- Format : Noir et blanc - Son mono - 1,37:1
- Genre : Drame
- Durée : 95 minutes
- Dates de sortie : 
  - France : 5 avril 1935
  - Portugal : 13 avril 1936

## Distribution
- Käthe von Nagy : Kolua
- Pierre Blanchar : Keave
- Gina Manès : Rubby
- Paul Azaïs : Lopaka
- Gabriel Gabrio : Mounier
- Roger Karl : Le marchand
- Marguerite de Morlaye : La comtesse
- Suzy Pierson : Bertie - La femme de chambre
- Georges Malkine : Vikhom
- Roger Legris : Tirill
- Daniel Mendaille : Jerry
- Bill-Bocketts : Balmez
- Léon Roger-Maxime : Hein
- Philippe Richard : Macco
- Gaston Dubosc : Le comte
- Henri Richard : Le notaire
- Gaston Mauger : Collins